# Doly (Karviná)
Doly (Pluralform von Důl – Bergwerk; deutsch Karwin, polnisch Doły/Kopalnie, ursprünglich Karwina, früher tschechisch auch Karvinná) ist ein entvölkerter Ortsteil der Stadt Karviná im Okres Karviná in Tschechien an der Stelle des ehemaligen Orts und einer Bergbaustadt, die der heutigen Stadt Karviná den Namen gab (das moderne Zentrum liegt heute an der Stelle der mittelalterlichen Stadt Fryštát/Freistadt/Frysztat).

## Geographie
Doly liegt im Ostrauer Becken, einige Kilometer südwestlich des Stadtzentrums von Fryštát, am Bach Karvinský, einem linken Zufluss der Olsa, entlang der Silnice I/59. Die Katastralgemeinde hat eine Fläche von 1634,93 Hektar und umfasst auch den ehemaligen Ort Solca (Solza) im Südosten.

## Geschichte

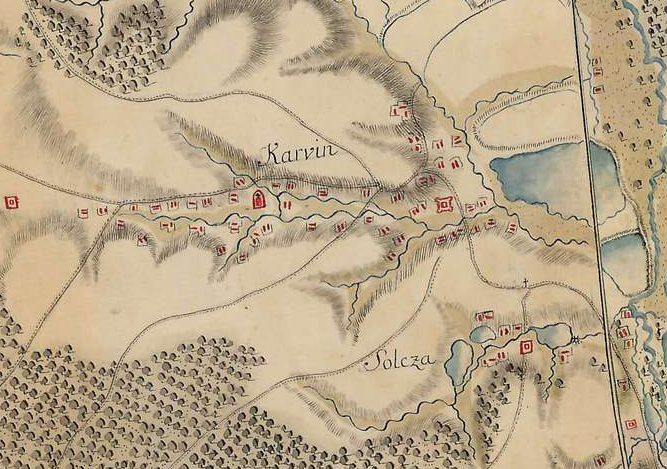
Karvin und Solcza im Jahr 1763

Zunächst wurde der Ort Solca am 25. Mai 1223 in einer Urkunde des Breslauer Bischofs Lorenz erstmals urkundlich als ecclesia de Sale, eine Kirche im Besitz der Prämonstratenserinnen in Rybnik, erwähnt. Danach folgte die Erwähnung von Sal, ohne Zweifel in der Kastellanei von Teschen, am 26. Mai 1229 in der päpstlichen Bulle von Gregor IX. für die Abtei Tyniec bei Krakau. Im Jahr 1268 wurde das Benediktinerkloster in Orlová (dt. Orlau, poln. Orłowa) von Wladislaus I. gegründet, dem auch das Wirtshaus in Sal gehörte. Erst danach änderte sich der von Salze abgeleitete Ortsname auf die Form Solec (maskulines Suffix -ec) bzw. Solca (feminines Suffix), eines Weilers von Karwin.
In der Zeit des polnischen Partikularismus folgte die Zersplitterung des Herzogtums Oppeln-Ratibor und die Teschener Kastellanei wurde um 1290 zum neuen Herzogtum Teschen. Zu dieser Zeit kam es zu einer umfangreichen deutschrechtlichen Kolonisation, in der um 70 neue Orte, darunter das Waldhufendorf Carwina, gegründet wurden. Nach dem Liber fundationis episcopatus Vratislaviensis (Zehntregister des Bistums Breslau) umfasste es zwölf Hufen item in Carwina XII mansi. Der Ortsname ist kultureller Herkunft oder vom Personennamen Karw(a) abgeleitet (altpolnisch karw — Ochse, auch im Sinne Faulenzer(in), Faulpelz). Die lechische bzw. polnische und nicht tschechoslowakische Herkunft des Ortsnamens wurde außerordentlich von Rudolf Šrámek, dem größten örtlichen Namenforscher bestätigt. 1331 wurde erstmals der deutschstämmige Nebenname Arnolssdorff erwähnt, und wiederum im Peterspfennigregister des Jahres 1447 als die erstmals erwähnte Pfarrei Arnoldisdorff. Nach dem Mittelalter wurde dieser Name zugunsten von Karwin aufgegeben.
Seit 1327 bestand das Herzogtum als Lehensherrschaft des Königreichs Böhmen, seit 1526 gehörte es zur Habsburgermonarchie. 1419 wurde das Dorf vom Herzog Boleslaus I. von Teschen an Nikolaus Stopak Kiczko verkauft, dessen Nachkommen sich Karwiński bzw. Karvinsky riefen. Ab 1551 war es im Besitz der protestantischen Adelsfamilie Larisch von Lhota. Die Habsburger leiteten die Rekatholisierung der Untertanen nach dem Tod der letzten Teschener Piasten (1653) ein. Im Jahr 1654 gab eine habsburgische Sonderkommission 49 Kirchen und eine Kapelle an die Katholiken zurück, darunter in Karwin. Im selben Jahr wurde Johann Friedrich Larisch von Lhota und Karwin zu einem Katholiken, der eine Dienstlaufbahn im Herzogtum mit dem neuen Titel eines Barons einschlug. 1730 wurde Karwin zum Sitz eines Familienfideikommiss, 1736 wurde die heutige gemauerte Ortskirche gebaut. Ab 1748 waren die Larisch Grafen. 1791 heiratete Johann Joseph Antoni Larisch die Marie Thekla, die Erbin der reichen Familie von Mönnich. Die Familie erwarb schrittweise über ein Dutzend Dörfer in der Umgebung. Im Jahr 1776 wurde Steinkohle auf dem Hügel Čechovice/Czechowice entdeckt, was den Aufstieg des Orts sowie der Familie zu einer der reichsten Österreichs initiierte.
In der Beschreibung Teschener Schlesiens von Reginald Kneifl im Jahr 1804 war Karwin ein Dorf und eine Herrschaft des Grafen Johann Larisch von Mönnich im Teschner Kreis. Das Dorf hatte 106 Häuser mit 630 polnisch-schlesischen Einwohnern, während Solza 34 Häuser mit 160 Einwohnern schlesisch-polnischer Mundart hatte.

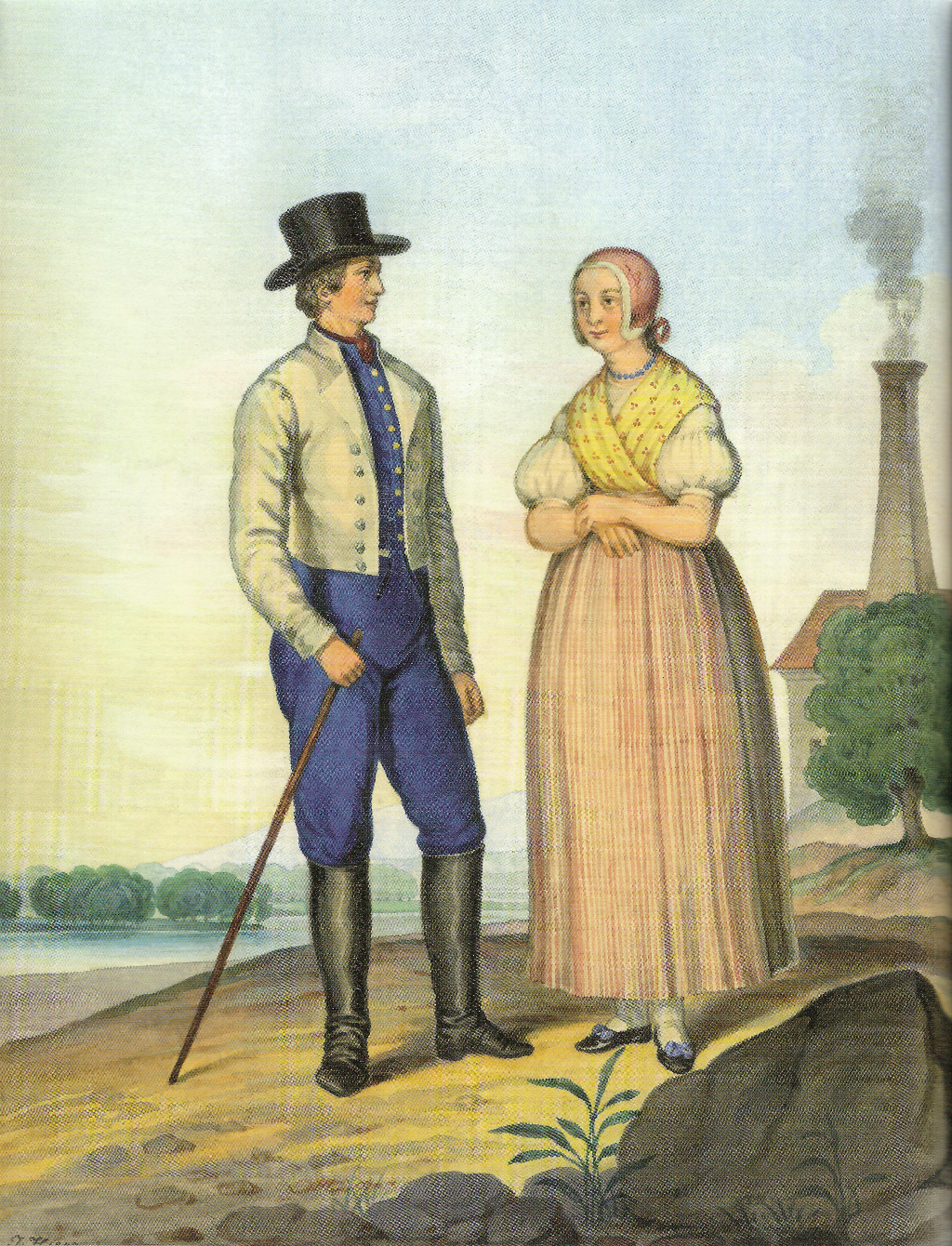
Lachische Bauern in Karwin, Gemälde aus dem Jahr 1847

Im frühen 19. Jahrhundert wurden etwa 2000 bis 2300 Tonnen Steinkohle in drei Tagebauen pro Jahr gefördert. Die Eröffnung der Kaiser Ferdinands-Nordbahn im Jahr 1847, als es in Karwin 1412 Dorfbewohner (1312 Römisch-Katholiken, 92 Lutheraner, 8 Juden) nach dem bischöflichen Schematismus polnischer Sprache gab, leitete die Phase lukrativer Steinkohleförderung ein – Dampfmechanisierung, Ersetzung oberflächlicher Tagebaue durch die tiefen Zechen, modernes Management, Fremdkapital (z.B. Zdenko von Zierotin – Zeche Gabrielle aus dem Jahr 1852) usw. – Entschädigungen für die Bauernbefreiung vermehrten das Kapital der Familie Larisch-Mönnich für neue Investitionen, wie z.B. der Zeche Franz im Norden des Dorfs ab dem Jahr 1856. Nach der Aufhebung der Patrimonialherrschaften bildete Karwin ab 1850 eine Gemeinde in Österreichisch-Schlesien, Bezirk Teschen und ab 1868 im Bezirk Freistadt. 1869 lebten schon 3384 Leute im Dorf, mehr als in Freistadt (2661). Derweil nahm die ethnographische Gruppe der schlesischen Lachen (Untergruppe der Schlesier, die auch die mährisch-schlesischen Lachen der lachischen Sprache im Westen umfasste) deutliche Gestalt an, wohnhaft noch in der Mehrheit in Karwin, traditionell Teschener Mundarten sprechend.

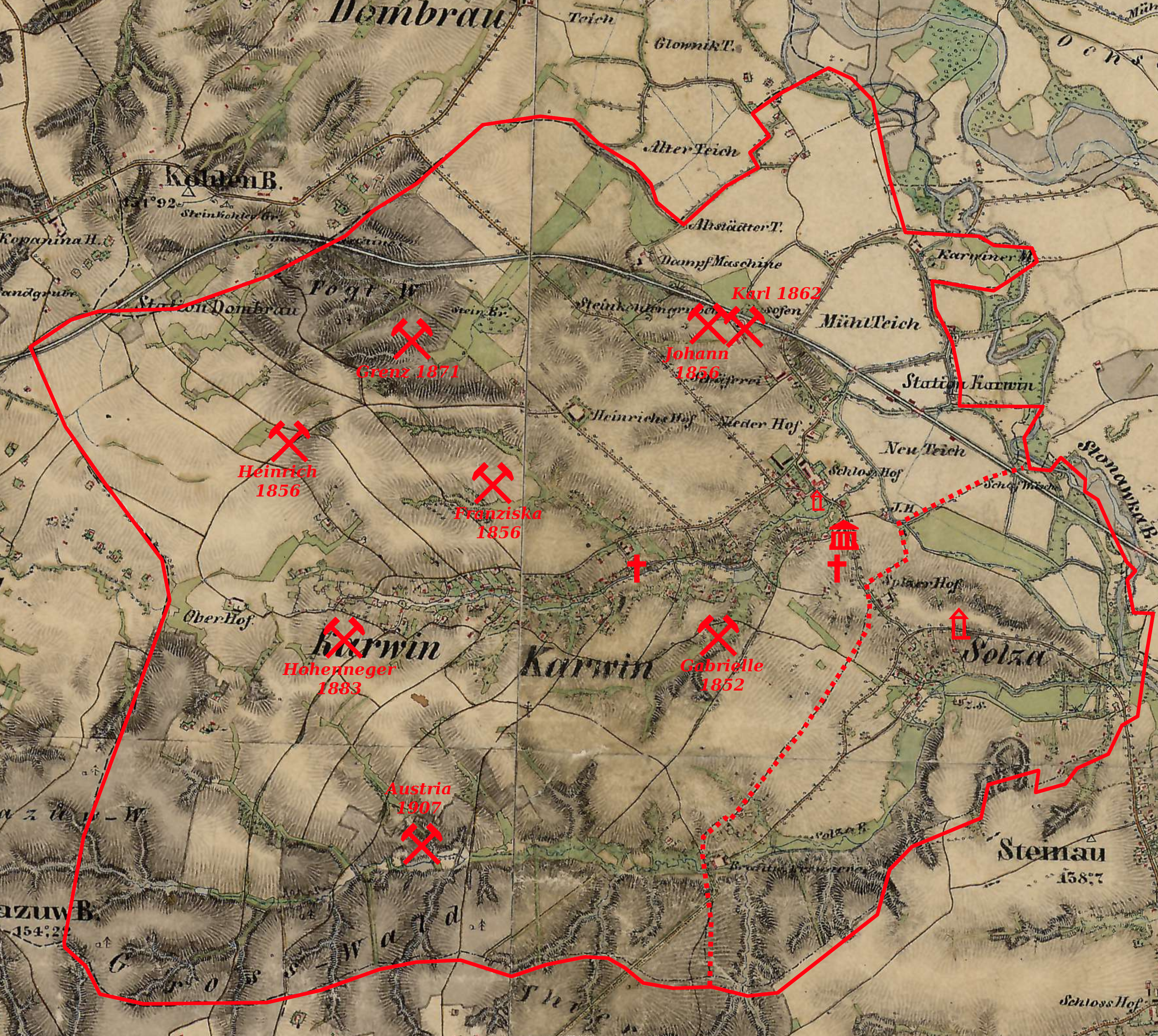
Lokation von Schächten, Kirchen, Schlössern und Rathaus in Karwin

Die Montan-Bahn (1870) und die Kaschau-Oderberger Bahn (1871), die durch das Dorf liefen verstärkten Exportmöglichkeiten. Der Gründerkrach aus den 1870er Jahren änderte wieder mal die Besitzverhältnisse zugunsten des großen Kapitals (Wiener Banken - Zeche Austria im Jahr 1907). Die Familie Larisch musste teilweise vor anderen Anlegern zurückweichen, wie z.B. die Teschener Kammer (Zeche und Kokerei Hohenneger im Jahr 1883). Die immer größeren, schon elektrifizierten Zechen bauten auch Bergbaukolonien und zogen Tausende Arbeiter aus Westgalizien an, in geringerem Maße aus Mähren und Tirol. Zwischen 1890 und 1900 verdoppelte sich fast die Einwohnerzahl vom zirka 7700 auf 14.300. Im Gegensatz zu den Galiziern um Ostrau wurden sie von der ansässigen polnischen Nationalbewegung des Paweł Stalmachs adoptiert, obwohl sie schrittweise der internationalen sozialistischen Bewegung Tadeusz Regers zuneigten, die oft die Kandidatur des tschechischen Sozialdemokraten Petr Cingr im Wahlbezirk Schlesien 6 unterstützte.

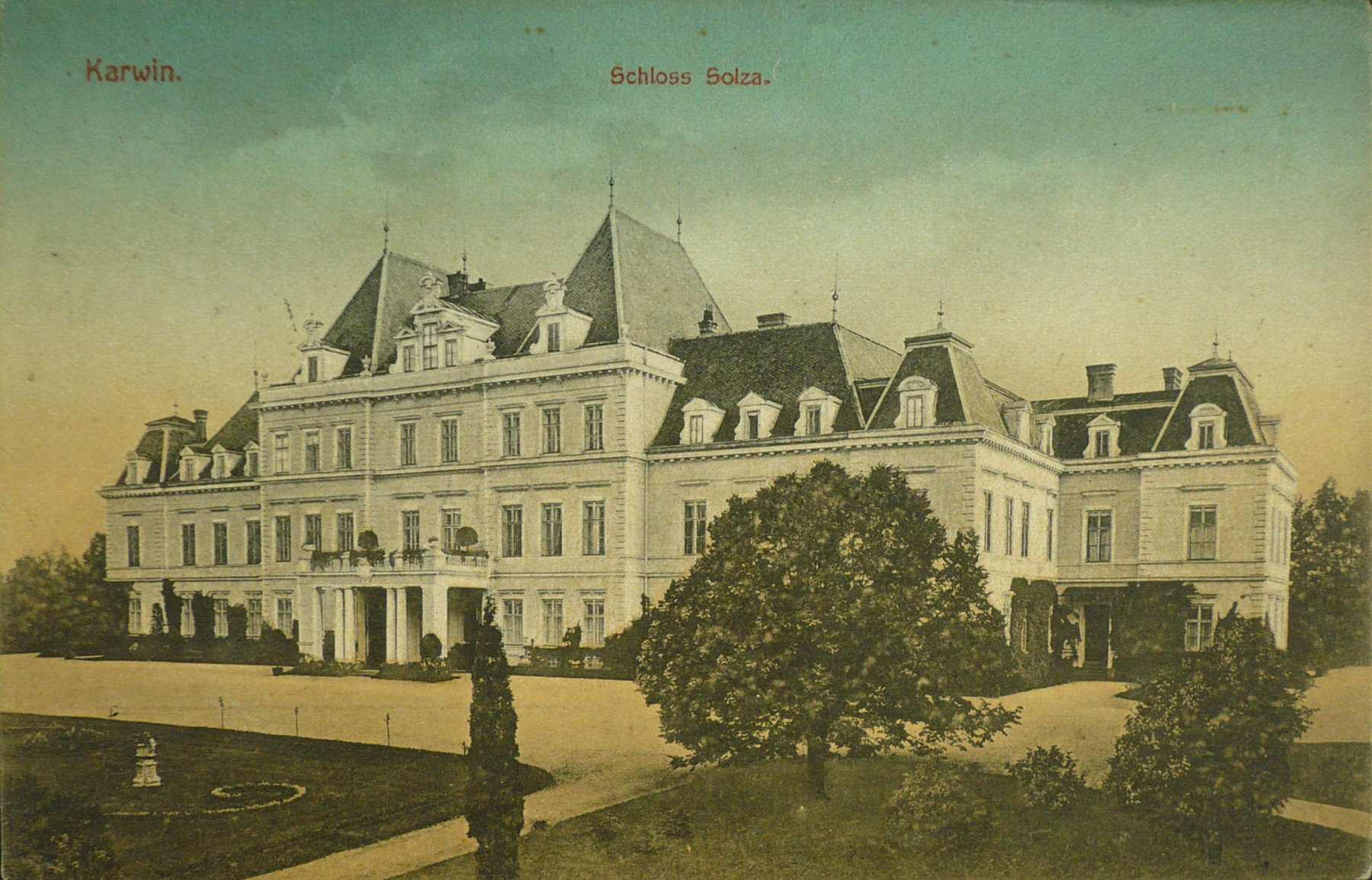
Schloss Solza

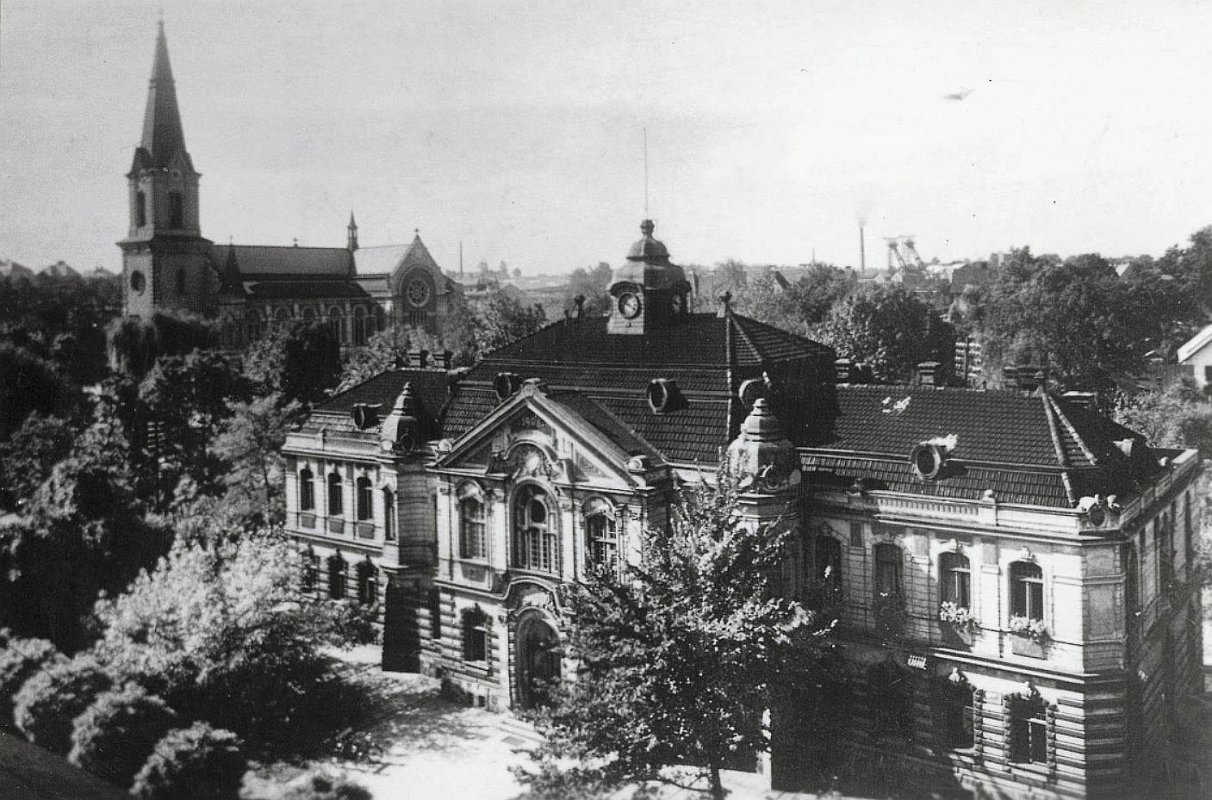
Rathaus und Kirche in den 1920er Jahren

1873 baute Heinrich Larisch von Moennich den größten, aristokratischen Palast der Region in Solza. 1894–1897 folgte die gemauerte Kirche mit Kapazität von 4000 Personen. 1908 wurde Karwin zu einem Marktgemeinde mit neuem Rathaus, einem größeren als in Freistadt. Im nächsten Jahr wurde die Lokalbahn (Straßenbahn) zwischen Ostrau und Karwin eröffnet.
1918, nach dem Zusammenbruch der k.u.k. Monarchie, wurde das Gebiet von Teschen strittig. Am 5. November laut dem Vergleich zwischen polnischen und tschechischen Nationalräten wurde Karwina ein Teil Polens. Die tschechoslowakische Regierung erkannte den Vergleich nicht an. Nach dem Polnisch-Tschechoslowakischen Grenzkrieg, einer nicht verwirklichten Volksabstimmung, sowie der Entscheidung des Botschafterrats der Siegermächte am 28. Juli 1920 wurde der Ort unter dem Namen Karvinná ein Teil der Tschechoslowakei und des Bezirks Karviná. In der Zwischenkriegszeit blühte besonders das tschechische Kulturleben auf, Polonia Karwina wurde zum beliebtesten polnischen Fußballklub des Olsagebiets, die Deutschen bauten eine eigene Turnhalle (1931). 1923 erhielt Karvinná das Stadtrecht, aber der erste Bürgermeister, der verdiente polnische Arzt aus Šenov – Wacław Olszak, trat in Amt erst im Jahr 1929 an, nach langjähriger Obstruktion des späteren Stellvertreters von Olszak, Antonín Krůta (ab 1936). Die Einwohnerzahl erreichte die Höhepunkt von über 22.000 um 1930.
1938 wurde Karviná an Polen angeschlossen und kam im Jahre darauf nach der Besetzung Polens zum Deutschen Reich. Während der deutschen Besatzung wurden Karwin, Bad Darkau, Freistadt, Roy und Altstadt im Landkreis Teschen 1944 zur Stadt Karwin-Freistadt vereinigt. Nach dem Zweiten Weltkrieg war Fryštát zunächst wieder eigenständig, bis es 1948 erneut nach Karviná eingemeindet wurde.

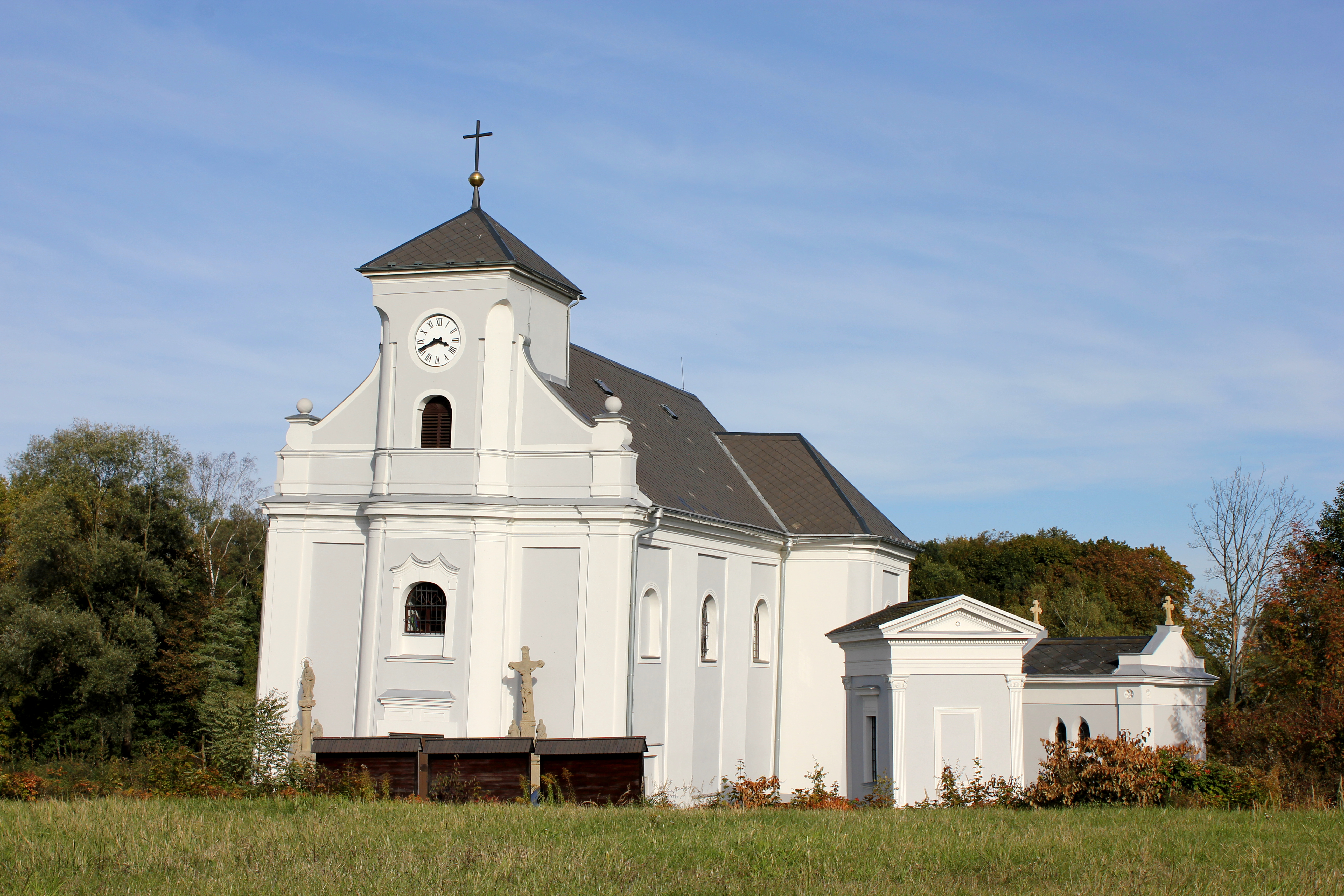
Die schiefe Kirche

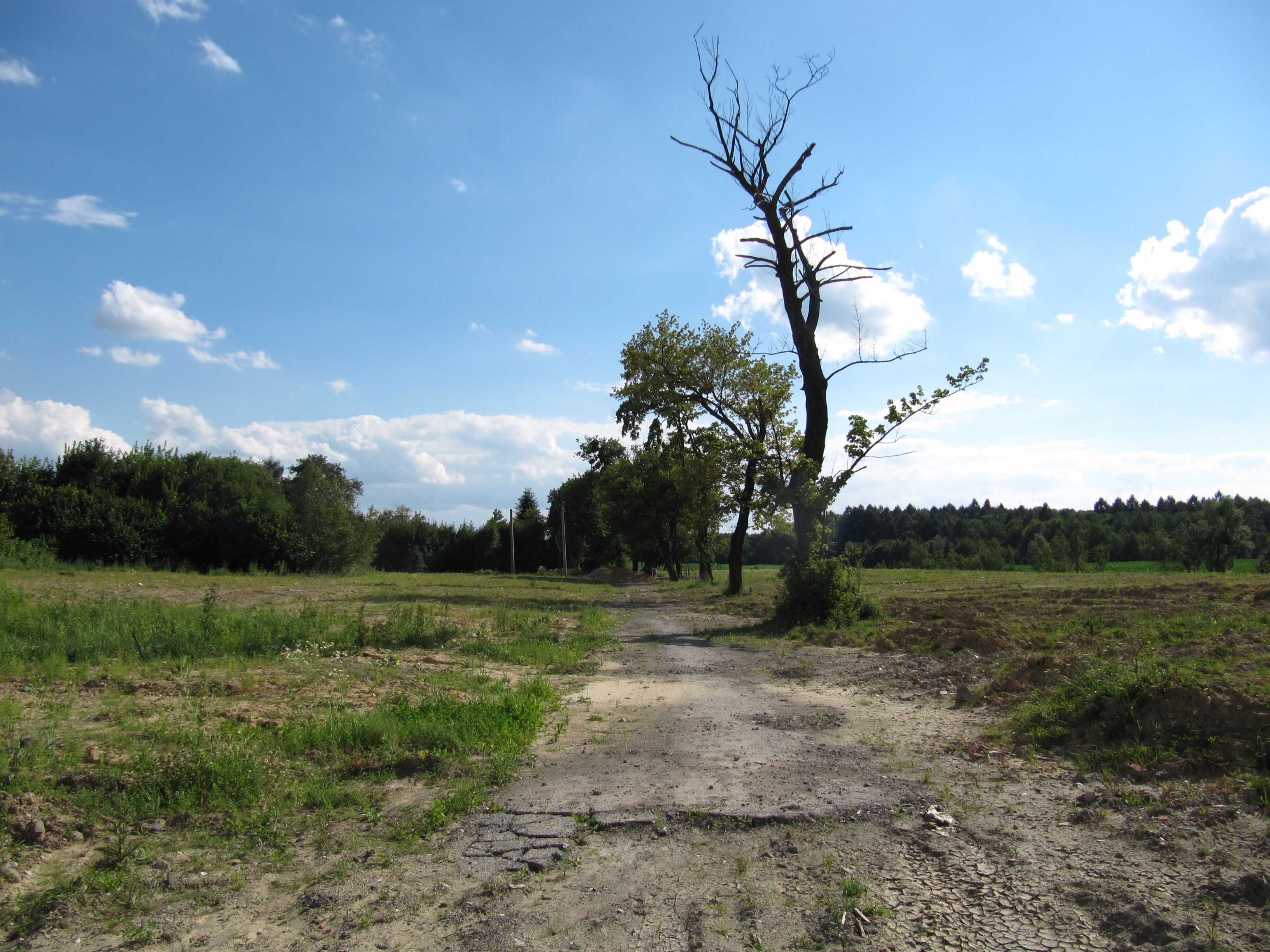
Einöde an der Stelle einer Bergbaukolonie Mexiko

Die Bergschäden, besonders durch den Raubbau im Zweiten Weltkrieg und den ersten Jahren des Kommunismus, führten u.a. zu Geländesenkungen von über 30 Metern. Bei Fryštát am rechten Ufer der Olsa entstanden neue Plattenbausiedlungen als Karviná-Stalingrad, wohin die Bewohner des alten Karwins umgesiedelt worden. Die alten Bergarbeiterkolonien, die neue Kirche, Rathaus, Schloss Solza, insgesamt um die 400 Gebäude, wurden abgerissen. Bis heute blieb inmitten entvölkerter, überwucherter Wildnis die alte Kirche aus dem 18. Jahrhundert, die „tschechische Pisa“ erhalten. Die Steinkohleförderung wird bis heute fortgesetzt.
Die Zechen des alten Karwins wurden in Polen in Werken Gustaw Morcineks, der in der örtlichen Bergbaukolonie Žabkov/Żabków geboren und aufgewachsen war, im Bewusstsein gespeichert. Auch die moderne (2020) Trilogie Šikmý kostel (Die schiefe Kirche) der tschechischen örtlichen Autorin Karin Lednická handelt im Ort (in den Jahren 1894–1921, 1921–1945 und 1945–1960).

### Einwohnerentwicklung
| Jahr       | 1869 | 1880 | 1890 | 1900   | 1910   | 1921   | 1930   | 1950   | 1961   | 1970 | 1980 | 1991 | 2001 |
| ---------- | ---- | ---- | ---- | ------ | ------ | ------ | ------ | ------ | ------ | ---- | ---- | ---- | ---- |
| Einwohnern | 3384 | 5488 | 7746 | 14.326 | 16.808 | 19.229 | 22.317 | 20.769 | 12.798 | 7176 | 2748 | 1302 | 810  |

1. ↑  Darunter: 3770 (72,7 %) polnischsprachig, 858 (16,5 %) tschechischsprachig, 551 (10,6 %) deutschsprachig;
2. ↑  Darunter: 6235 (84,7 %) polnischsprachig, 718 (9,7 %) deutschsprachig, 394 (5,3 %) tschechischsprachig;
3. ↑  Darunter: 12.052 (87,2 %) polnischsprachig, 1113 (8,1 %) deutschsprachig, 509 (3,6 %) tschechischsprachig; 12.905 (90 %) römisch-katholisch, 1315 (9,2 %) evangelisch, 104 (0,7 %) israelitisch;
4. ↑  Darunter: 13.546 (82,5 %) polnischsprachig, 1980 (12,1 %) deutschsprachig, 860 (5.2 %) tschechischsprachig; 14.684 (87,4 %) römisch-katholisch, 1799 (10,7 %) evangelisch, 174 (1 %) israelitisch, 151 (0,9 %) anderer Religion;

## Persönlichkeiten
- Gustaw Morcinek (1891–1963), polnischer Schriftsteller
- Wacław Olszak (1902–1980), polnischer Bauingenieur
- Klemens Galocz (1904–1942), polnischer römisch-katholischer Geistlicher und Märtyrer
- Louis Kentner (1905–1987), britischer Pianist
- Erwin Plöckinger (1914–1994), österreichischer Montaningenieur
- Bruno Bělčík (1924–1990), Geiger
- Eva Zlonitzky (* 1931), deutsche Schauspielerin
- Peter Zlonicky (* 1935), deutscher Architekt und Stadtplaner
- Udo Witzens (* 1941), Politologe und Orientalist